# Константинова, Алефтина Константиновна
Алефтина (Алла) Константиновна Константинова (род. 19 ноября 1936, Орёл, СССР) — советская актриса. Заслуженная артистка России (1999).
Более 60 лет актриса Московского драматического театра имени К. С. Станиславского.

## Биография
Родилась 19 ноября 1936 года в городе Орле, родители погибли на войне, воспитывалась бабушкой и тётей.
В 1954 году поступила в Государственный институт театрального искусства (ГИТИС).
Ещё студенткой снялась кино, в 1957 году сыграв главную роль в фильме «Матрос сошёл на берег».
С 1958 года — актриса Московского драматического театра имени К. С. Станиславского.
С первых же сезонов исполняла в спектаклях центральные женские роли, серьёзным успехом стала роль Нины Заречной в постановке 1960 года театром пьесы «Чайка». За более 60 лет служения театру сыграла множество ролей, в том числе Исмену («Антигона», реж. Б. Львов—Анохин), Анну Васильеву («Новоселье в старом доме», реж. А. Товстоногов) и др.
В 2014 году вместе с мужем исполнила главную роль в спектакле «Синяя птица» по их воспоминаниям и одноимённой пьесе Метерлинка в постановке Бориса Юхананова.
Муж — Владимир Коренев, в браке с 1961 года и до его смерти в 2021 году; дочь — Ирина, актриса.

## Фильмография
- 1957 — Матрос сошёл на берег — Таня
- 1962 — После свадьбы — Вера
- 1963 — Город — одна улица — Маша
- 1964 — Свет далёкой звезды — Валентина Коломийцева
- 1970 — Годы странствий (фильм-спектакль)
- 1972 — Глубокая разведка (фильм-спектакль)
- 1974 — Маленький принц (фильм-спектакль)
- 1982 — Поверю и пойду (фильм-спектакль) — Вигаева
- 1988 — Новоселье в старом доме (фильм-спектакль) — Антонина Васильевна